# Piper Chapman
Piper Elizabeth Chapman es un personaje ficticio (interpretada por Taylor Schilling) y la protagonista de la serie de Netflix, Orange Is The New Black. Está basada en Piper Kerman, autora del libro autobiográfico Orange Is The New Black: Crónica de mi año en una prisión federal de mujeres, libro en el que está basada la serie. Schilling fue nominada a varios premios en las categorías de Comedia y Drama por su papel.

## Base
Piper Kerman se graduó en el Smith College de Boston y se involucró en una relación con un traficante de drogas internacional, Catherine Cleary Wolters. La novia de Chapman en la serie, Alex Vause, está basada en Wolters, a quien Kerman conoció en 1991 en Northampton, Massachusetts. Eventualmente, Kerman, a los 24 años, voló con una maleta con dinero desde los Estados Unidos hasta Bélgica para un narcotraficante de África Occidental y fue nombrado cinco años después como parte de la red de narcotraficantes. Como parte de su acuerdo de culpabilidad, declaró que hizo tres viajes al extranjero en nombre de la banda de narcotraficantes. Después de terminar con Wolters, Kerman conoció a Larry Smith y se comprometió con él antes de ser acusada por los federales en 1998 y llegar a un acuerdo. Pasó 13 meses en una prisión de mujeres de Danbury, Connecticut, FCI Danbury. Kerman en realidad tuvo un retraso de seis años entre ser condenada a prisión e ingresar a prisión en 2004. El programa se basa en el libro de 2010 de Kerman, Orange Is the New Black: My Year in a Women's Prison, de su año en una prisión federal de seguridad mínima para mujeres. El prometido de Chapman, Larry Bloom, está basado en Larry Smith, el esposo actual de Kerman.
La creadora de la serie, Jenji Kohan, inicialmente consideró a Katie Holmes para el rol de Piper Chapman, pero no fue posible debido a la ajustada agenda de Holmes y porque creyó que le quitaría protagonismo a las otras actrices. Finalmente, Taylor Schilling se quedó con el papel.

## Personaje

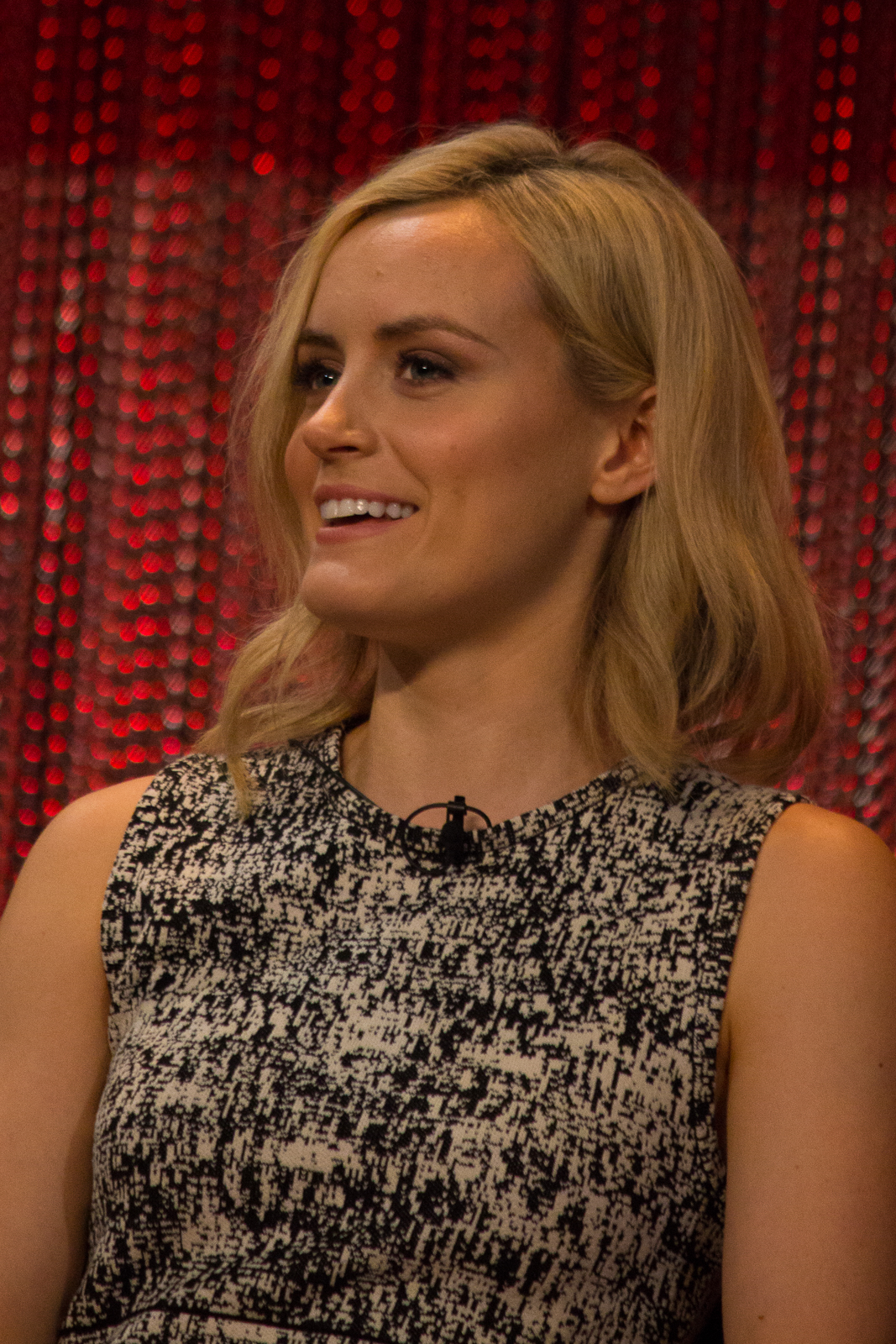
Taylor Schilling interpreta a Piper Chapman

Chapman es una mujer blanca de 31 años, anglosajona protestante, quien es condenada a 15 meses de prisión por llevar una maleta con dinero de drogas ($50,000) hasta Bélgica para su novia Alex Vause. Antes de la prisión, Chapman era dueña de un negocio de jabón de baño artesanal en Brooklyn. Ella viene de una familia rica, y fue una debutante cuando era adolescente. Ella es originaria de Connecticut. Chapman es bisexual, y en la universidad estaba en una relación con Alex Vause (Laura Prepon), una traficante de drogas. Diez años antes del comienzo de la serie, llevó dinero de droga de Colombia a Bélgica con Vause. Finalmente, Chapman se desencantó con el estilo de vida de Vause y rompió con ella. Luego comenzó a salir con Larry Bloom (Jason Biggs), con quien se comprometió.
Piper es una de los pocas presas enfáticamente ateas en el programa. Responde a la petición de bautizarse a sí misma diciendo que no puede pretender creer en un dios, y que si bien podría hacerla más feliz si creyera en una religión, "necesita que sea verdad", y en cambio busca la ciencia para explicar el mundo. En otro episodio, cuando se habla del tema nuevamente, ella aclara que "siempre pensé que el agnosticismo era una especie de escapatoria ... Si tuviera que etiquetarlo diría que soy una humanista secular".
En 2018, Schilling declaró que mientras Walter White de Breaking Bad se escribió con una justificación para cada acción, "el comportamiento de Piper a menudo se siente infundado" y "la audiencia no puede agarrarse del comportamiento de Piper. Parece que está saliendo de la nada"

## Guion

### Primera temporada
Chapman es sentenciada a 15 meses en la Prisión Federal de Litchfield por conspiración criminal y lavado de dinero; Alex Vause fue arrestada previamente y nombró a Chapman como uno de sus cómplices para que le redujeran su propia condena.  En su primer día, Chapman es intimidada por el guardia George "Pornstache" Mendez (Pablo Schreiber) y ofende sin querer a la matriarca de la prisión Red (Kate Mulgrew), que dirige la cafetería de la prisión. Red se enoja con Chapman y la deja sin comer durante días. Las demás internas están demasiado intimidados para ayudar a Chapman, a excepción de Crazy Eyes, Ojos Locos en español (Uzo Aduba), quien también quiere que Chapman sea su "esposa de la cárcel". No obstante, Chapman se resiste a los avances posteriores de Crazy Eyes, y hace las paces con Red al hacerle una loción para el dolor de espalda. Ella se hace amiga de Nicky Nichols (Natasha Lyonne), quien se convierte en su confidente y protectora. También descubre que Alex Vause está en la misma prisión.
Chapman es asignada al taller eléctrico de la prisión y roba accidentalmente un destornillador. Su compañera de celda, la señorita Claudette (Michelle Hurst) la ayuda a evadir las búsquedas de los guardias. Con el fin de congraciarse con las otras internas, Chapman ofrece revisar sus cartas de apelación.
Aunque Bloom se entera de que Vause fue quien delató a Chapman, no comparte esta información con ella. Chapman luego reaviva su relación con Vause. Mientras tanto, Bloom, un aspirante a escritor, publica una historia sobre el encarcelamiento de Chapman que pinta retratos poco halagadores de sus compañeras de prisión y el personal de la prisión. El artículo le hace ganar a Chapman la ira tanto de los guardias como de los otros prisioneros, y pone a prueba su relación con Bloom.
Chapman es elegida para el consejo de la prisión, pero se da cuenta de que el único cambio que puede hacer es volver a abrir la pista para Janae Watson (Vicky Jeudy), quien fue puesta en aislamiento durante el incidente del destornillador. Chapman se vuelve enemiga de Tiffany "Pennsatucky" Doggett (Taryn Manning), quien quería su lugar en el consejo. Doggett le cuenta al consejero Sam Healy (Michael J. Harney) sobre la relación de Chapman y Vause; Healy castiga a Chapman poniéndola en confinamiento solitario y contándole a Bloom sobre el asunto. Bloom vuelve contra Chapman haciendo una entrevista en NPR que proyecta a Litchfield desde una perspectiva severa, lo que la hace aún más impopular. Durante una llamada telefónica, Bloom, enojado, le revela que Vause la delató. Vause le pide a Chapman que elija entre ella y Bloom. Chapman elige a Bloom, pero él rompe con ella y Vause desprecia a Chapman. En el festival de Navidad, Doggett ataca a Chapman con una navaja y ésta, harta, finalmente se defiende y la golpea hasta dejarla inconsciente, finalizando así la primera temporada. 

### Segunda temporada
Después de pasar un mes en régimen de aislamiento, Chapman es trasladada a Chicago para servir como testigo contra el narcotraficante que había sido el jefe de Vause. Allí, ella pasa tiempo en una prisión de máxima seguridad con presos peligrosos que la amenazan a diario. También en el episodio 1, "Thirsty Bird", se ve a Chapman cuando era niña (interpretada por Clare Foley) en un flashback, descubriendo que su padre está engañando a su madre. Vause persuade a Chapman a mentir en su testimonio para mantenerse a salvo del narcotraficante, pero en última instancia rompe el trato para declarar contra su exjefe a cambio de su liberación anticipada; luego deja a Chapman sufrir las consecuencias de su testimonio perjuro sola. En el episodio 3, "Hugs Can Be Deceiving", se descubre que Crazy Eyes había salido corriendo y dejó inconsciente a Chapman después de que ella hubiera golpeado a Doggett al final de la temporada 1. Esto alivia a Chapman, pues ella creía que había matado a Doggett. En el episodio 6, "You Also Have a Pizza", Chapman comienza un boletín de la prisión, y hace un trato con un reportero para investigar los acontecimientos financieros en la prisión. Finalmente, descubre evidencia de que la asistente del guardia Natalie Figueroa (Alysia Reiner) ha estado malversando desde la prisión. Para mantenerse tranquila, Figueroa hace arreglos para que Chapman sea trasladada a una instalación en Virginia. Sin embargo, cuando Chapman le entrega al administrador de la prisión Joe Caputo (Nick Sandow) la evidencia que implica a Figueroa, él cancela la transferencia y le da al director la información incriminatoria, lo que resulta en la renuncia de Figueroa.
Chapman consigue un permiso para ir al funeral de su abuela. En su hogar en la ciudad de Nueva York, se da cuenta de que Larry ha perdido interés en ella, y pronto descubre que se ha enamorado de su mejor amiga, Polly Harper (Maria Dizzia). Chapman está furiosa al principio, pero finalmente acuerda darles su bendición a cambio de que le digan al oficial de libertad condicional de Vause que ésta va a romper la libertad condicional, lo que la llevará de regreso a Litchfield.

### Tercera temporada
Chapman comienza un negocio de venta de bragas usadas a personas fuera de Litchfield, alistando a su hermano Cal como su intermediario. Chapman comienza una relación romántica con una prisionera australiana, Stella (Ruby Rose). Después de que Stella roba el dinero de Chapman, coloca contrabando en la litera de Stella y organiza su envío a la unidad de máxima seguridad en represalia el día anterior a la fecha de liberación de Stella.

### Cuarta temporada
Chapman empieza a ganarse el respeto de las otras reclusas por lo ocurrido con Stella. Cuando un grupo de dominicanas lideradas por María Ruiz también emprenden un negocio de bragas usadas, Chapman se siente amenazada y organiza un grupo anti-pandillas en la prisión. Sin embargo, un grupo de chicas neonazis malinterpretan la función del grupo y piensan que en realidad se trata de un grupo de supremacía blanca. En su disputa con Ruiz, la condena de ésta termina siendo alargada y promete tomar represalias contra Chapman. En la noche, mientras todas están en la fiesta que Red organiza para Nicky por su regreso de máxima seguridad, Ruiz y sus chicas atrapan a Chapman y, usando una espátula ardiendo, le marcan en el brazo un símbolo nazi. Luego de que Chapman les mostrase la marca a Vause y a Nicky, éstas acuden a Red, quien modifica el símbolo nazi y lo transforma en una ventana. A partir de ahí, Chapman es considerada como una "chica" de Red. 

## Recepción crítica
Según Todd VanDerWerff de Vox Media, Chapman era un personaje con "contradicciones difíciles y problemas de simpatía". Al revisar la temporada 1, Matthew Wolfson de Slant Magazine describe a Chapman como "un barco familiar a través del cual se puede comprender el terreno desconocido de la prisión". En el transcurso de la primera temporada, el espectáculo se enfoca menos en Chapman, según James Poniewozik de Time. . El Boston Globe describe la asimilación de Chapman a la prisión como una exhibición de "los esfuerzos de Martha Stewart para sobrevivir". En el momento de la nominación al Golden Globe Award, Entertainment Weekly describió a Chapman en prisión como una mujer que estaba "totalmente fuera de su elemento" y dijo que el papel era dicotómico con las demandas de "vacilar entre ser dignos de compasión y probar la paciencia de los fanáticos" con el derecho de Chapman " . Tom Meltzer, de The Guardian, escribió: "El reavivamiento romántico y rebelde de Chapman impulsa el espectáculo, pero es el conjunto el que nos hizo regresar por más".
En la temporada 2, Piper siguió siendo el personaje principal de un reparto de conjunto, pero no el personaje central de acuerdo con Matt Fowler de IGN. Liz Raftery, de TV Guide, dice: "Hay mucho en juego en la segunda temporada de Orange Is the New Black, y muy poco tiene que ver con Piper Chapman". Rob Sheffield de Rolling Stone consideró que el enfoque del conjunto del programa convirtió a Piper en "peso muerto" y "nadie diría que una libertad condicional anticipada para ella dañaría el programa". Mientras revisaba la temporada 2, el editor de entretenimiento de The Huffington Post, Chris Jancelewicz, opinó que "las expresiones inexpresivas de Schilling y el ritmo cómico nos ayudan a sentir empatía y a amarla" a medida que su personaje se hizo más comprensible.  Alicia Lutes, de MTV, escribió que a partir de la temporada 2, el programa trata de que Piper se comprende a sí misma y de que sus capacidades son mejores "incluso si esas habilidades la ponen más lejos en la basura" y no sobre su posible reforma.
Sarene Leeds, de The Wall Street Journal, declaró que en la temporada 3, Piper cambió de ser "un aspirante a gánster a una villana peligrosa con la que no deben cruzarse" después de plantar contrabando en la cama de su novia Stella para enviarla a la unidad de máxima seguridad en represalia por robarle; Leeds argumentó que el cambio "es un dispositivo de trama necesario para mantener las cosas interesantes" a pesar de que no le gustó la nueva versión de Piper. Drew Millard de Vice escribió que la Piper de la tercera temporada estaba "completamente fuera de lugar" y cambió "a la versión más desagradable de sí misma", lo que la convirtió en "peso muerto en un programa que al principio era estrictamente sobre ella".  Piper Kerman dijo que a pesar de que todavía encontraba la serie entretenida, ya no podía relacionarse con Piper Chapman. Sadie Gennis, de TV Guide, también sugirió eliminar a Chapman del programa. 
Schilling ha sido nominada para premios tanto en comedia como en categorías de drama: Mejor actriz principal en una serie de comedia en la 66.ª edición de los Premios Emmy y Mejor actriz - Serie de televisión Drama en la 71.ª edición de los Globos de Oro y ganadora de Mejor actriz - Serie de televisión, Comedia o Musical en los Satellite Awards por su primera temporada. Su actuación en la temporada 2 ganó una nominación a los Globos de Oro a Mejor Actriz - Serie de Televisión Musical o Comedia. Su actuación en la temporada 3 ganó el premio a Mejor Actriz - Serie de Televisión Musical o Comedia en los Premios Satellite. .